# Акасусо, Эусебио
Эусе́био Альфре́до Акасу́со Кола́н (исп. Eusebio Alfredo Acasuzo Colán; 8 апреля 1952, Лима, Перу) — перуанский футболист, вратарь. Победитель Кубка Америки 1975 года, на котором являлся резервным вратарём сборной Перу, бронзовый призёр Кубка Америки 1979 года, на котором сыграл оба матча, и Кубка Америки 1983 года, на котором сыграл все шесть матчей, и участник Чемпионата мира 1982 года, на котором также являлся резервным вратарём.

## Карьера

### В сборной
Эусебио Акасусо был в заявке сборной Перу на победном Кубке Америки 1975 года, однако своё первое выступление за сборную Акасусо провёл лишь четыре года спустя 25 июля 1979 года в товарищеском матче со сборной Колумбии, завершившимся победой перуанцев со счётом 2:1. В том же году Акасусо был основным вратарём своей сборной на Кубке Америки, так как сборная Перу являлась действующим обладателем Кубка, ей было разрешено вступить в борьбу со стадии полуфинала, однако сборную Чили перуанцам пройти не удалось и им пришлось разделить третье место со сборной Бразилии. Сам Акасусо принимал участие в обоих матчах с чилийцами и к своей золотой медали прибавил ещё одну бронзовую медаль Кубка Америки. В 1982 году Акасусо попал в заявку сборной на чемпионат мира, однако, как и 7 лет назад весь турнир просидел на скамейке запасных. В 1983 году Акасусо принял участие в третьем Кубке Америки, он вновь был основным вратарём своей сборной, сыграл все 6 матчей, пропустил 6 голов, и вновь завоевал бронзовую медаль. Своё последнее выступление за сборную Акасусо провёл в стыковом матче за право выступить на чемпионате мира 1986 года против сборной Чили 27 октября 1985 года, тот матч перуанцы проиграли со счётом 2:4. Всего же за сборную Эусебио Акасусо сыграл 30 официальных матчей, в которых пропустил 34 гола.

## Достижения

### Командные
Сборная Перу
- Победитель Кубка Америки: 1975
- Бронзовый призёр Кубка Америки (2): 1979, 1983

 «Унион Уараль»
- Чемпион Перу: 1976
- Серебряный призёр чемпионата Перу: 1974

 «Университарио»
- Чемпион Перу: 1982
- Серебряный призёр чемпионата Перу (2): 1978, 1981
- Бронзовый призёр чемпионата Перу: 1983

 «Боливар»
- Чемпион Боливии: 1985